# Spizelloides arborea
El chingolo arbóreo o chimbito arbóreo (Spizelloides arborea) es una especie de ave paseriforme de la familia Passerellidae propia de Norteamérica. Es la única especie del género Spizelloides. Su hábitat de reproducción es la tundra o los límites septentrionales del bosque boreal en Alaska, el norte de Canadá y San Pedro y Miquelón. Migran a los Estados Unidos continentales y al sur de Canadá durante el invierno. Se alimentan principalmente de semillas, insectos y de algunas bayas.

## Subespecies
Se reconocen dos subespecies:
- S. a. arborea (A. Wilson, 1810) - noreste de Norteamérica
- S. a. ochracea (Brewster, 1882) - noroeste de Norteamérica